# Eva Tuba
Eva Tuba (ur. 26 lutego 1991) – serbska zapaśniczka walcząca w stylu wolnym. Szesnasta na mistrzostwach Europy w 2012. Srebrna medalistka mistrzostw śródziemnomorskich w 2011, 2012 i 2014 roku. Występuje również w grapplingu.